# Заслуженный рационализатор РСФСР
Заслуженный рационализатор РСФСР — государственная награда РСФСР, почётное звание присваивалось Президиумом Верховного Совета РСФСР и являлось одной из форм признания государством и обществом заслуг отличившихся граждан. Учреждено 20 апреля 1961 года.

## Основания для присвоения
Присваивается авторам внедрённых рационализаторских предложений, внёсшим существенный вклад в совершенствование производства, повышение производительности труда, улучшения качества продукции, условий труда и техники безопасности и т. п., а также рационализаторам, ведущим многолетнюю плодотворную рационализаторскую деятельность.

## Описание нагрудного знака «Заслуженный рационализатор РСФСР»
Нагрудный знак «Заслуженный рационализатор РСФСР» из нейзильбера, посеребренный, имеет форму круга диаметром 26 мм, с лицевой стороны окаймлённого выпуклым ободком шириной 0,6 мм. На лицевой стороне знака, в верхней части, расположено выпуклое изображение серпа и молота, под ним — выпуклыми буквами надпись в три строки заслуженный рационализатор РСФСР. Оборотная сторона знака гладкая. Нагрудный знак при помощи ушка и кольца соединяется с нейзильберовой прямоугольной колодкой размером 26 на 16 мм, имеющей по бокам выемку шириной 7,4 мм. Вдоль основания колодки идут прорези шириной 0,7 мм и длиной 22 мм. Основания колодки до прорези посеребрены. Внутренняя часть колодки между прорезями покрыта лентой размером 21 на 11 мм. Лента муаровая, двухцветная, левая половина ленты светло-синего цвета, правая — красного цвета (в соответствии с расцветкой Государственного флага РСФСР). Колодка имеет на оборотной стороне булавку для прикрепления нагрудного знака к одежде.
- В более раннем варианте муаровая лента имела цвета равной ширины, а в более позднем варианте 1:3[1]

## Присвоение звания по годам
Первое награждение почётным званием состоялось 17 августа 1961 года.
- 1961 — 2[3]
- 1962 — 40[4]